# ニコラ・ロメオ

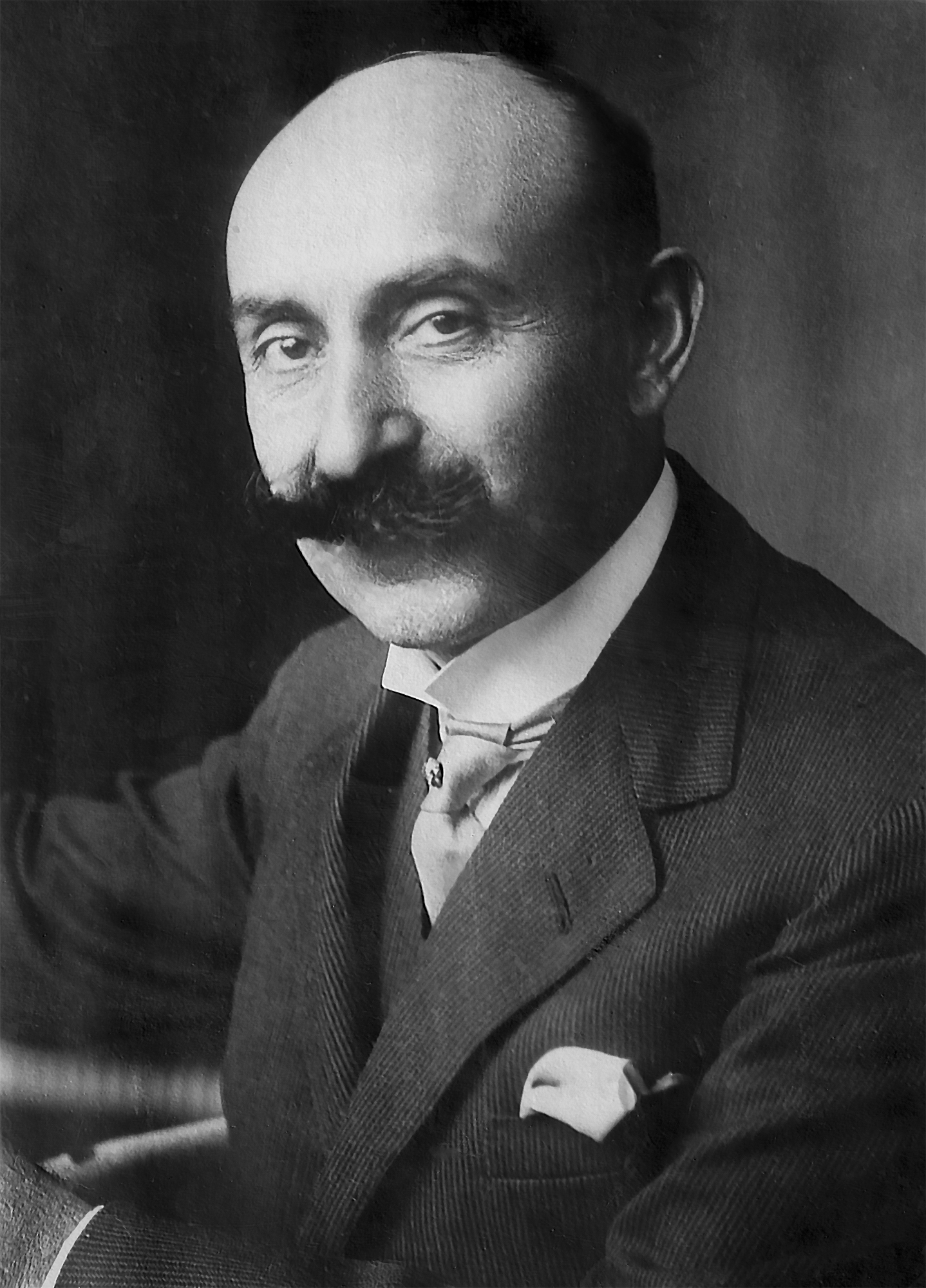
ニコラ・ロメオ（1900年頃）

ニコラ・ロメオ（Nicola Romeo 、1876年4月28日 - 1938年8月15日）はイタリアのエンジニア、実業家。イタリアの自動車メーカーであるアルファロメオの創設に深く関与していることで知られる。

## 生い立ち
ニコラ・ロメオはナポリ近郊サンタンティモの貧しい家に生まれた。
1899年にトリノ工科大学(en)を卒業後、数年間外国で働き再びベルギーのリエージュで電気工学を学んだ。
後に帰国し、1911年にニコラロメオ技師有限会社を設立し鉱山用の機械や設備の製造を開始した。第一次世界大戦の影響もあり、会社は急速な成長を遂げた。そこでニコラ・ロメオは会社の拡大を図り、1915年ミラノの自動車会社A.L.F.A.を併合した。